# Lista de prefeitos de Jundiá (Rio Grande do Norte)
Esta é a lista de prefeitos de Jundiá, município brasileiro do estado do Rio Grande do Norte.
Todos os ex-prefeitos do município estão vivos.
| Nº | Prefeito(a) (Nascimento–Falecimento)                          | Partido | Primeira-dama / Primeiro-cavalheiro     | Início de mandato     | Fim de mandato         | Vice-prefeito(a)                   | Observações                     |
| -- | ------------------------------------------------------------- | ------- | --------------------------------------- | --------------------- | ---------------------- | ---------------------------------- | ------------------------------- |
| 1  | Manuel Luiz do Nascimento (data de nascimento não encontrada) | PP      | Maria Zenira Souza do Nascimento        | 1º de janeiro de 2001 | 31 de dezembro de 2004 | Ivan Braz de Oliveira              | Prefeito e vice eleitos         |
| 2  | Tiago Saturnino de Freitas (Várzea, 23.03.1946)               | PPS     | —                                       | 1º de janeiro de 2005 | 31 de dezembro de 2008 | José Edson Alves da Silva          | Prefeito e vice eleitos         |
| 3  | Cenira Maria de Souza (Várzea, 13.02.1950)                    | PR      | Raimundo Paulino de Souza               | 1º de janeiro de 2009 | 31 de dezembro de 2012 | Manuel Luiz do Nascimento Júnior   | Prefeita e vice eleitos         |
| 4  | José Roberto de Souza (Várzea, 20.09.1971)                    | PMDB    | Eva Danielle Carvalho de Oliveira Souza | 1º de janeiro de 2013 | 31 de dezembro de 2016 | José Arnor da Silva                | Prefeito e vice eleitos         |
| 5  | José Arnor da Silva (Várzea, 20.06.1960)                      | PSD     | Shirlene Idianne de Araújo Alves Silva  | 1º de janeiro de 2017 | 31 de dezembro de 2024 | Adriane Freitas de Souza           | Prefeito e vice eleitos         |
| 5  | José Arnor da Silva (Várzea, 20.06.1960)                      | MDB     | Shirlene Idianne de Araújo Alves Silva  | 1º de janeiro de 2017 | 31 de dezembro de 2024 | José Maria Alves da Costa Primeiro | Prefeito reeleito e vice eleito |
| 6  | Carlos Antônio de Souza (Brejinho, 18.08.1970)                | MDB     | não encontrado                          | 1º de janeiro de 2025 | até a atualidade       | Erich Watson Silva Xavier          | Prefeito e vice eleitos         |